# Cầu Mỹ Thuận
Cầu Mỹ Thuận là cây cầu dây văng bắc qua sông Tiền, nối liền hai tỉnh Đồng Tháp và Vĩnh Long, Việt Nam. Cầu nằm cách Thành phố Hồ Chí Minh 125 km về hướng Tây Nam, trên Quốc lộ 1, là trục giao thông chính của vùng đồng bằng sông Cửu Long.
Cầu Mỹ Thuận là cầu dây văng và cầu bắc qua sông Mê Kông đầu tiên ở Việt Nam.

## Vị trí dự án
Cầu Mỹ Thuận nối liền giữa hai tỉnh Đồng Tháp và Vĩnh Long. Đầu cầu phía Bắc thuộc xã An Hữu, tỉnh Đồng Tháp; đầu cầu phía Nam thuộc phường Tân Hòa, thành phố Vĩnh Long, tỉnh Vĩnh Long. Vượt qua sông Tiền nối với tỉnh Đồng Tháp.

## Nguồn vốn

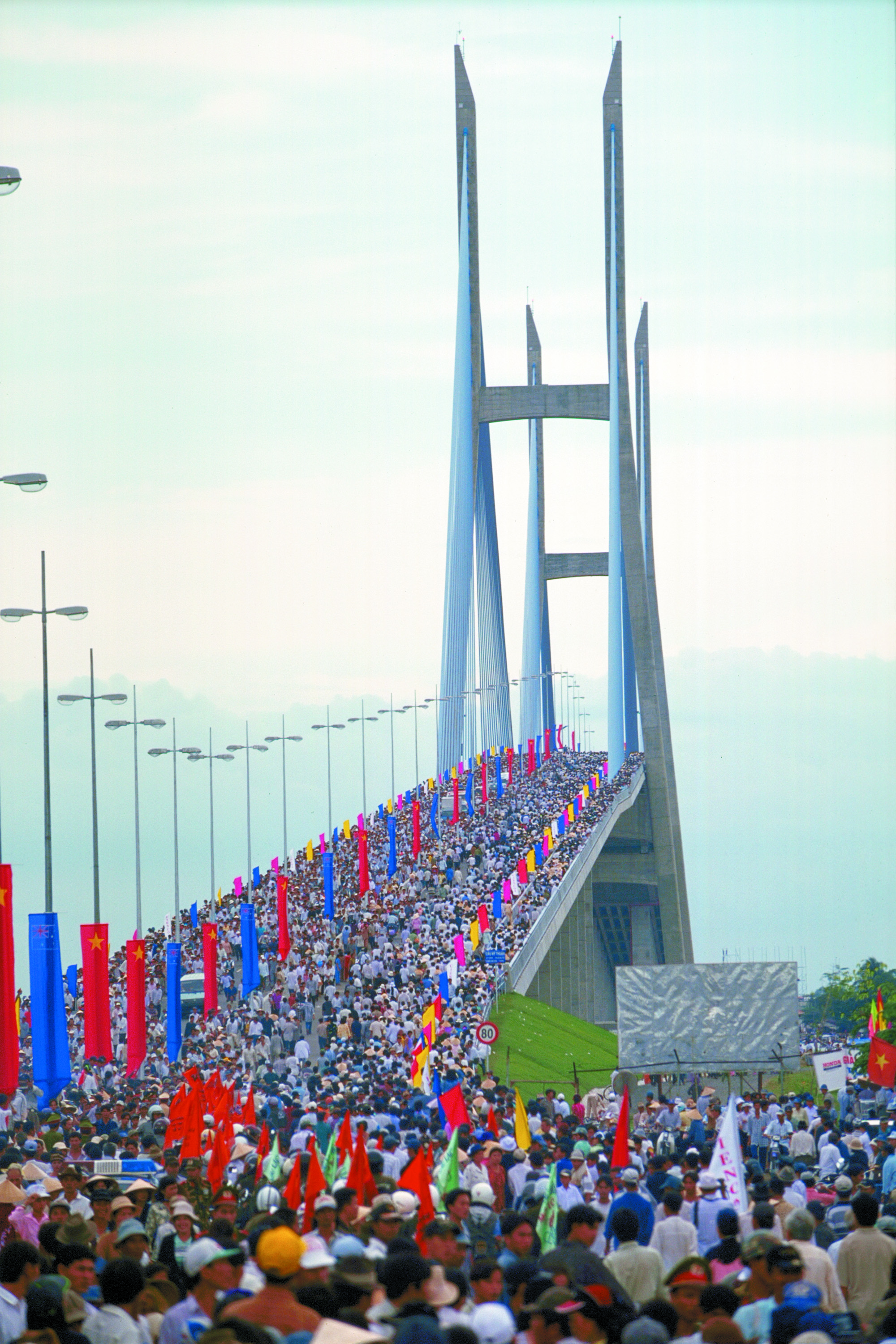
Cầu Mỹ Thuận trong ngày khánh thành.

### Trụ cầu

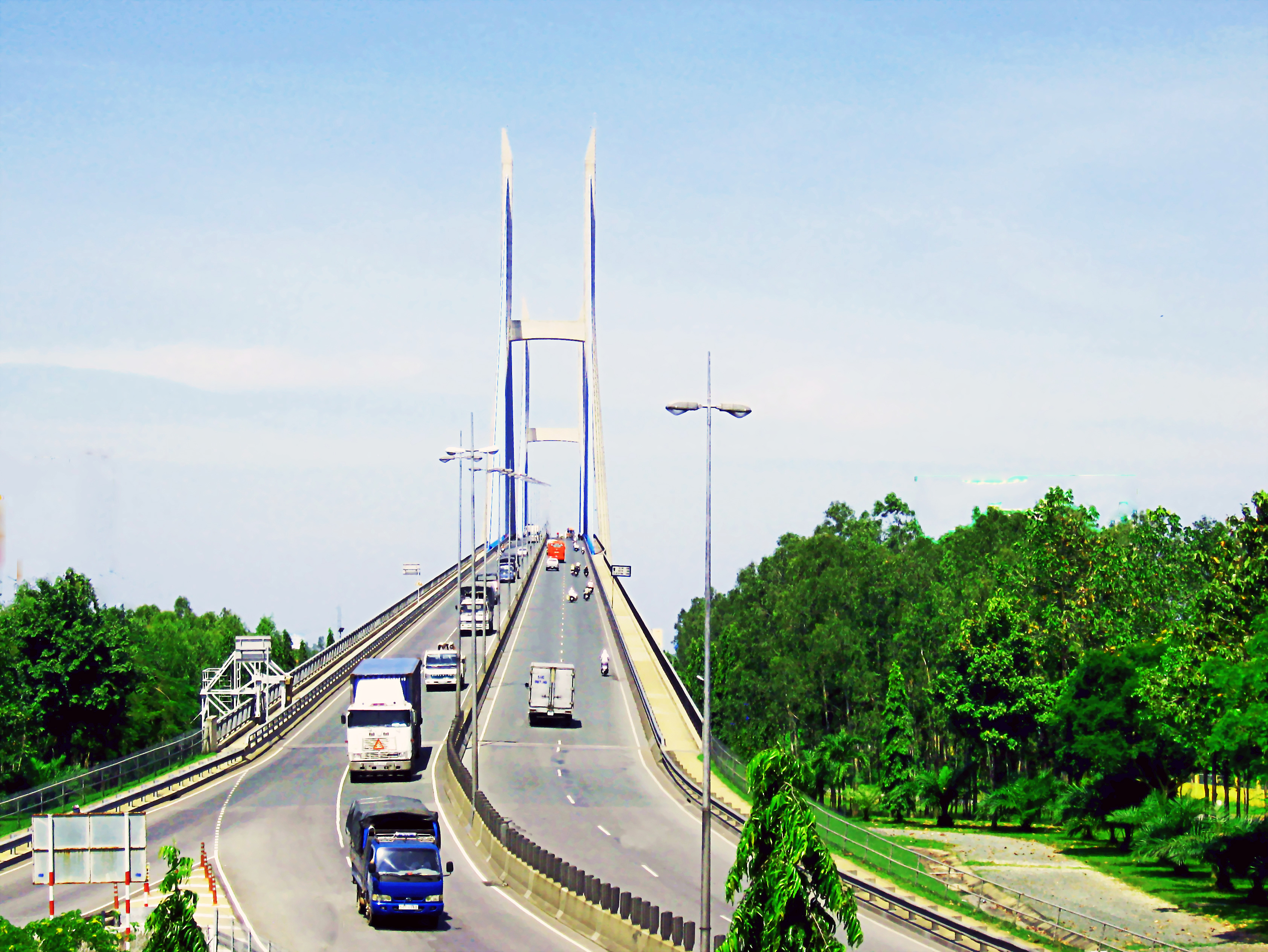
Đường dẫn lên cầu Mỹ Thuận

### Dải phân cách giữa cầu

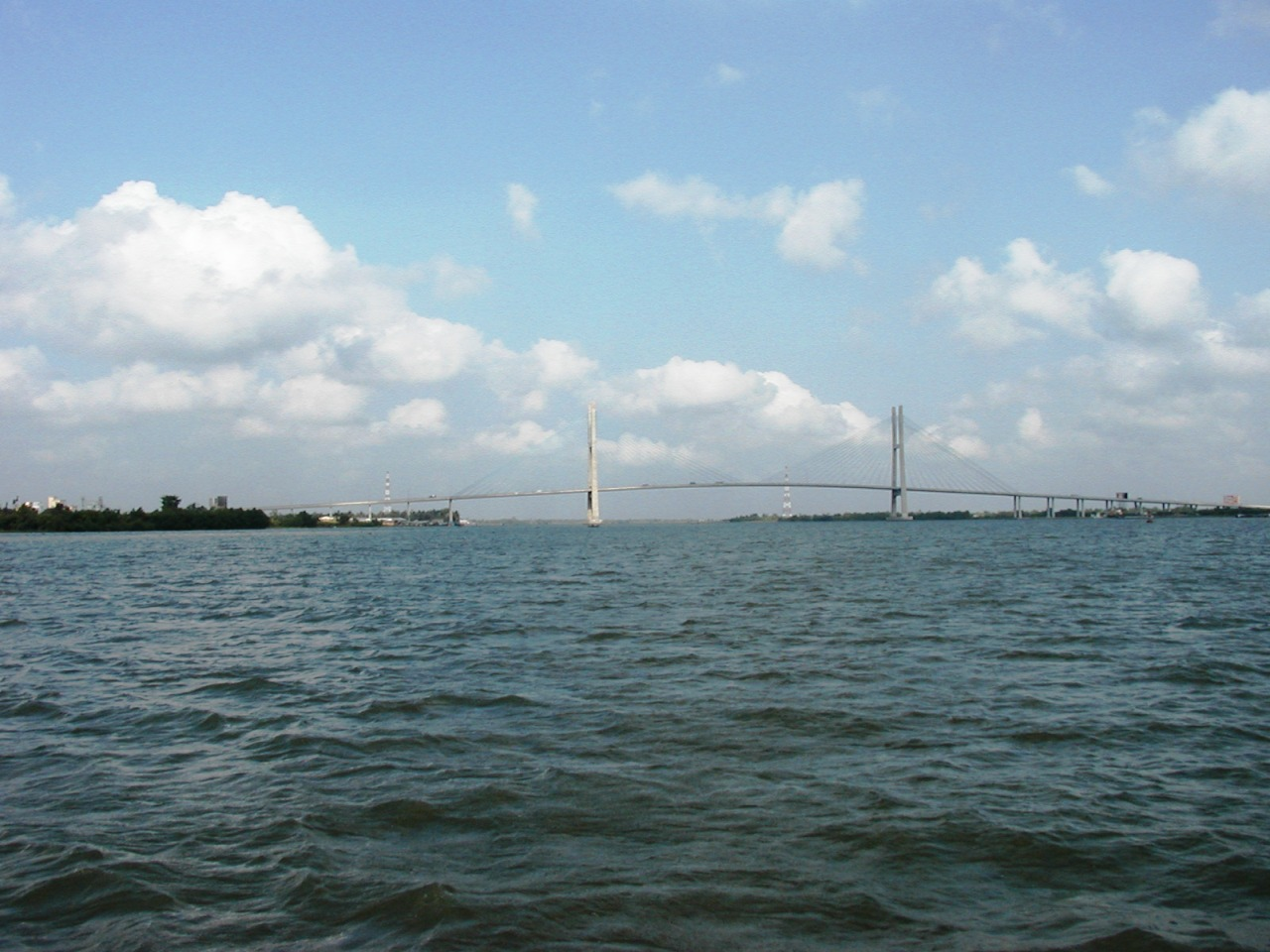
Sông Tiền phía trên cầu Mỹ Thuận.